# 大塔螺
大塔螺是新腹足目捲管螺科捲管螺属的一種海洋腹足纲软体动物。其种加词“grandis”意为“大的”。

## 形態描述
成螺的螺殼大小一般都在100 毫米和180 毫米，在同屬物種間可說差不同是最長的。
螺纹没有太多角度。螺壳上的装饰显示出许多相当小的尖锐旋转肋条和中间凸起的线条。壳的颜色是黄白色的，在较大的螺肋上有许多栗褐色的斑点，斑点常常融合成不规则的纵向条纹。

## 分布
本物种分布于菲律宾附近的太平洋、安达曼海和南中国海，見於台灣海域。